# Como llora el agua
Como llora el agua (als het huilen van water) is een compositie van de Spanjaard Mauricio Sotelo uit 2007.
De basis van de muziek van Sotelo is niet de piano, maar de gitaar. Tijdens zijn jeugd hoorde hij allerlei gitaar muziek van flamenco tot Jimi Hendrix en speelde hij ook gitaar. Toch bleek tijdens het componeren voor een werk voor gitaar solo, dat hij niet alle kneepjes onder de knie had. In zijn voorwoord van dit werk schreef hij dat je het best voor gitaar kan schrijven als jezelf ook gitaar speelt. Uiteindelijk kwam hij met een compositie die weliswaar sterk aan de flamenco doet denken, maar waarin elk moment ook een rockband zou kunnen inzetten. Instrumentatie is echter alleen flamencogitaar. Als bijzonderheid heeft hij een aparte gitaarstemming toegepast (scordatura), zodat het net allemaal wat anders klinkt. De nieuwe stemming zorgde er wel voor dat de stand van de linkerhand aangepast moet worden. Het stuk kan gezien worden als flamenco maar ook als een lange stemmige cadens zonder concert eromheen; de gitarist moet al zijn virtuositeit tentoonstellen in snelle, maar ook langzame passages met veel arpeggios; niet alleen in piano maar ook forte. Na de introductie van een oplopend akkoord volgt een waterval aan noten / tonen. De muziek moet flamencoliefhebbers herinneren aan de Soleares, de Bulerías, de Tarantos en Siguiryas (flamencostijlen).
Sotelo kreeg voor dit werk een opdracht van een aantal muziekfestivals, waarvan de Berliner Festspiele het bekendste zijn. Gitarist Juan Manuel Cañizares speelde het werk het eerst, in Berlijn op 13 maart 2008 in de Universiteit van de Kunsten aldaar.

## Discografie
- Uitgave Kairos: Cañizares in mei 2008